# Фогель, Хайко
Хайко Фогель (нем. Heiko Vogel; род. 21 ноября 1975, Бад-Дюркхайм) — немецкий футболист, ныне тренер.

## Карьера тренера
Когда летом 2011 года Торстен Финк оставил должность главного тренера «Базеля», его ассистент Фогель тут же был назначен и. о. главного тренера клуба. 12 декабря 2011 года немецкий специалист был назначен главным тренером «ротблау». С ним команда в Лиге чемпионов оставила за бортом плей-офф «Манчестер Юнайтед», а также при нём был установлен клубный рекорд — «Базель» проиграл всего лишь 2 матча из 34.

## Достижения
Базель
- Чемпион Швейцарии: 2010, 2011, 2012
- Обладатель Кубка Швейцарии: 2010, 2012
- Обладатель Кубка часов: 2011